# Пілумн і Пікумн
Пілу́мн і Піку́мн (лат. Pilumnus, Picumnus) — у римській міфології брати, божества, покровителі новонароджених, вважалися також божествами врожаю.
Володар Лавренту Пілумн відав перетворенням зерна в борошно, а Пікумн — угноюванням ланів.
Іноді братів ототожнювали з Діоскурами.